# Басманный район
Басма́нный райо́н — район Москвы в северо-восточной части Центрального административного округа. Району соответствует внутригородское муниципальное образование — муниципальный округ Басманный в городе Москве. Граничит с Красносельским, Таганским и Тверским районами, а также с районами Сокольники, Соколиная гора и Лефортово. Площадь территории района составляет 816 га. Численность населения на 2017 год — 110 тыс. человек.
На территории Басманного района расположены десять станций метро, Курский вокзал, МЦД-2 а также находится более 30 православных церквей, входящих в состав Богоявленского благочиния Московской городской епархии РПЦ.

## Территория и границы
С запада район ограничен Лубянским проездом; с северо-западной стороны граница проходит по Мясницкой улице, площади Красные Ворота, Новой Басманной, Ольховской, Новой Переведеновской улицам, 1-му Басманному переулку, Третьему транспортному кольцу; с севера граница находится по Казанскому направлению МЖД; с восточной стороны — по улице Госпитальный Вал, Госпитальной улице и реке Яузе; с юга — по Курскому направлению МЖД, Верхней Сыромятнической улице, улице Воронцово Поле, Подколокольному переулку, улице Солянка.

## Население
| 2002     | 2010     | 2012     | 2013     | 2014     | 2015     | 2016     |
| -------- | -------- | -------- | -------- | -------- | -------- | -------- |
| 100 899  | ↗108 204 | ↗109 086 | ↗109 215 | ↗109 514 | ↗109 648 | ↗110 042 |
| 2017     | 2018     | 2019     | 2020     | 2021     | 2023     | 2024     |
| ↗110 083 | ↗110 146 | ↗110 694 | ↗110 897 | ↘107 533 | ↗109 051 | ↗111 289 |

### Национальный состав
По итогам переписи населения 2020 года проживали следующие национальности (национальности менее 0,1 % и другое, см. в сноске к строке «Другие»):
| Национальность | Численность, чел. | Доля     |
| -------------- | ----------------- | -------- |
| Русские        | 83 185            | 77,36 %  |
| Армяне         | 672               | 0,62 %   |
| Татары         | 671               | 0,62 %   |
| Украинцы       | 405               | 0,38 %   |
| Грузины        | 319               | 0,30 %   |
| Евреи          | 314               | 0,29 %   |
| Азербайджанцы  | 252               | 0,23 %   |
| Узбеки         | 124               | 0,12 %   |
| Другие         | 21 591            | 20,08 %  |
| Итого          | 107 533           | 100,00 % |

## Флаг и герб района

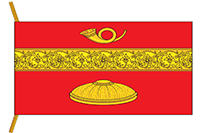
Флаг Басманного района

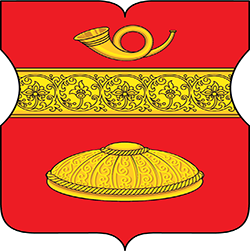
Герб Басманного района

Флаг муниципального округа Басманный в городе Москве представляет собой прямоугольное красное полотнище с отношением ширины к длине 2:3, с жёлтой с чёрным орнаментом горизонтальной полосой шириной в 1/4 ширины полотнища, отстоящей от верхнего края на 2/7 ширины полотнища и сопровожденной посередине полотнища вверху жёлтым почтовым рожком, а внизу жёлтым караваем.
Флаг разработан на основе герба и повторяет его символику. Почтовый рожок указывает на находящийся здесь с 1700 года Главный московский почтамт.
Жёлтая (золотая), украшенная узорами полоса, символизирует находящиеся здесь в прошлом слободы ювелирных мастеров, которые занимались басманным делом — тиснением на серебряных и золотых пластинах рельефных узоров. Такие пластины часто использовались для изготовления окладов икон. Таким образом полоса с узорами отражает одну из версий образования наименования муниципального округа — Басманный.
По другой версии название произошло от живших здесь пекарей, выпекавших особый хлеб для царского двора и царских служащих. Такой хлеб из-за специальных узоров, выполненных на нем, назывался басманом. Круглый хлеб на флаге муниципального округа напоминает об этой странице истории.
Также дополняют символику флага использованные цвета, имеющие свою традиционную символику:
Жёлтый цвет (золото) — как символ интеллекта, уважения, стабильности и богатства отсылают также к яркой истории муниципального округа.
Красный цвет — цвет любви, смелости и великодушия, также отсылает к истории муниципального округа, который благодаря своему расположению в центральной части города на протяжении многих веков являлся украшением столицы, сосредоточением прекрасных дворянских и великокняжеских усадеб, а также в прошлом и настоящем является центром интеллектуальной жизни Москвы.

Герб муниципального округа Басманный в Москве является ярким отражением его исторического и культурного наследия.
Почтовый рожок указывает на находящийся здесь с 1700 года Главный московский почтамт.
Золотой, украшенный узорами (дамасцированный) геральдический пояс, символизирует находящиеся здесь в прошлом слободы ювелирных мастеров, которые занимались басманным делом — тиснением на серебряных и золотых пластинах рельефных узоров. Такие пластины часто использовались для изготовления окладов икон. Таким образом геральдический пояс отражает одну из версий образования наименования муниципального округа — Басманный.
По другой версии название произошло от живших здесь пекарей, выпекавших особый хлеб для царского двора и царских служащих. Такой хлеб из-за специальных узоров, выполненных на нем, назывался басманом. Золотой круглый хлеб в гербе муниципального округа напоминает об этой странице истории.
Также дополняют символику герба использованные цвета, имеющие свою традиционную символику:
Золото — как символ интеллекта, уважения, стабильности и богатства отсылают также к яркой истории муниципального округа.
Червленый (красный) цвет — цвет любви, смелости и великодушия, также отсылает к истории муниципального округа, который благодаря своему расположению в центральной части города на протяжении многих веков являлся украшением столицы, сосредоточением прекрасных дворянских и великокняжеских усадеб, а также в прошлом и настоящем является центром интеллектуальной жизни Москвы.

## Происхождение названия
Название района произошло от Басманной слободы, здесь жили так называемые басманники. Согласно словарю Владимира Даля, басманом назывался дворцовый или казённый хлеб. Можно предположить, что басманниками могли быть дворцовые пекари, но они жили в другом районе Москвы — на месте нынешнего Хлебного переулка. Существует и другая версия: басмой на Руси называли тонкие листы металла (серебряные, медные, золотые) с вытесненным, вычеканенным рельефным рисунком, применявшиеся для различных украшений, например для икон. Поэтому есть альтернативное мнение, что в слободе жили чеканщики по металлу.
Помимо Басманной слободы в этот район входят следующие исторические населённые пункты:

| - Лучниковая слобода - Блинниковая слобода - Гавриловская слобода - Кулишки - Подкопаево - Глинищи - Колпачная слобода - Хохловка | - Огородная слобода - Барашевская слобода - Казённая слобода - Сыромятники - Немецкая слобода - Елохово - Покровское-Рубцово |

## История

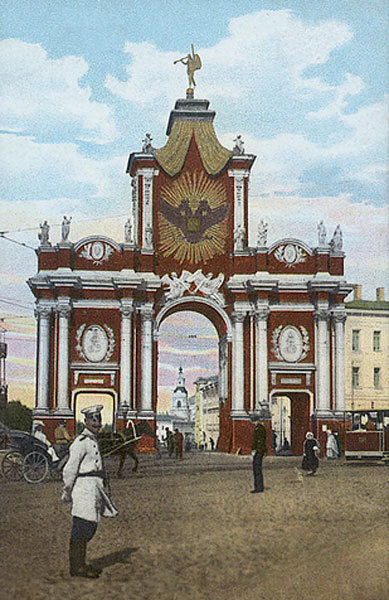
Красные ворота, открытка ранее 1917 года

История района начинается в XIV веке, когда около Покровской дороги, связывающей Москву с Владимирской землёй, начали формироваться поселения. В этой стороне находились охотничьи угодья для московских государей и великокняжеские фруктовые сады, давшие название Старосадскому переулку.
В начале XVI века сюда был переведён Иоанно-Предтеченский монастырь, в честь которого назвали холм «Ивановской» горкой, и были первые упоминания о церкви Успения Пресвятой Богородицы. В конце XVII века по указу Петра I здесь начали строительство каменной лютеранской кирхи апостолов Петра и Павла, сохранившейся до нашего времени, а на средства Александра Меньшикова была проведена очистка близлежащих Поганых прудов, получивших с тех пор название Чистых. Немецкая слобода на Яузе стала новым аристократическим центром петровской Москвы. В XVIII веке в честь побед над шведами в Северной войне здесь возвели триумфальные Красные ворота.
Во время пожара 1812 года Немецкая слобода выгорела практически полностью, особенно пострадал католический район. После пожара здесь остались лишь кирха св. Михаила, которую в 1920 году отвели под строительство Центрального аэрогидродинамического института имени Жуковского (ЦАГИ).
В 1830 году были открыты Московское ремесленное учебное заведение, с 1868 года Императорское Московское Техническое Училище (ИМТУ), ныне МГТУ имени Н. Э. Баумана.
В 1866 году в связи с прокладкой Курской железной дороги было построено здание Курского вокзала. В Мрузовском переулке находился ГУП «Мосгаз», уголь для которого привозили по железной дороге из-под Тулы. На Сыромятническую набережную выходил фасад завода «Манометр», крупнейшего приборостроительного предприятия. Его история связана с именем Фёдора Фёдоровича Гакенталя, основавшего первые мастерские в 1886 году.
Во время Первой русской революции на Немецкой улице сотрудником царской охраны был убит революционер Н. Э. Бауман. На «несанкционированное» шествие в связи с его похоронами к проходной Императорского технического училища пришли около 300 тысяч человек.
В советский период здесь были построен комплекс зданий ЦАГИ, спроектированный архитектором Александром Кузнецовым, а также Конструкторское бюро авторства архитектора Виктора Веснина, где Андрей Туполев работал с 1918 по 1972 годы. По обеим сторонам Бакунинской улицы было множество промышленных предприятий, которые были выведены из черты города в рамках городской программы. А в 2000 году Немецкая слобода получила статус охраняемой исторической территории.

### Известные жители
В Немецкой слободе, которая входит в состав района, родились Александр Пушкин и Михаил Лермонтов.

## Архитектура
В Басманном районе большое количество построек разных эпох в различных стилях: высокий классицизм, эклектика, модерн. Среди них известные постройки — Гараж на Новорязанской улице, театр «Современник», Гоголь-центр, Московский государственный университет геодезии и картографии, Дом Анны Монс, Лефортовский дворец, Государственный музей В. В. Маяковского, Московский газовый завод, Московский государственный технический университет имени Н. Э. Баумана.

### Ивановская горка

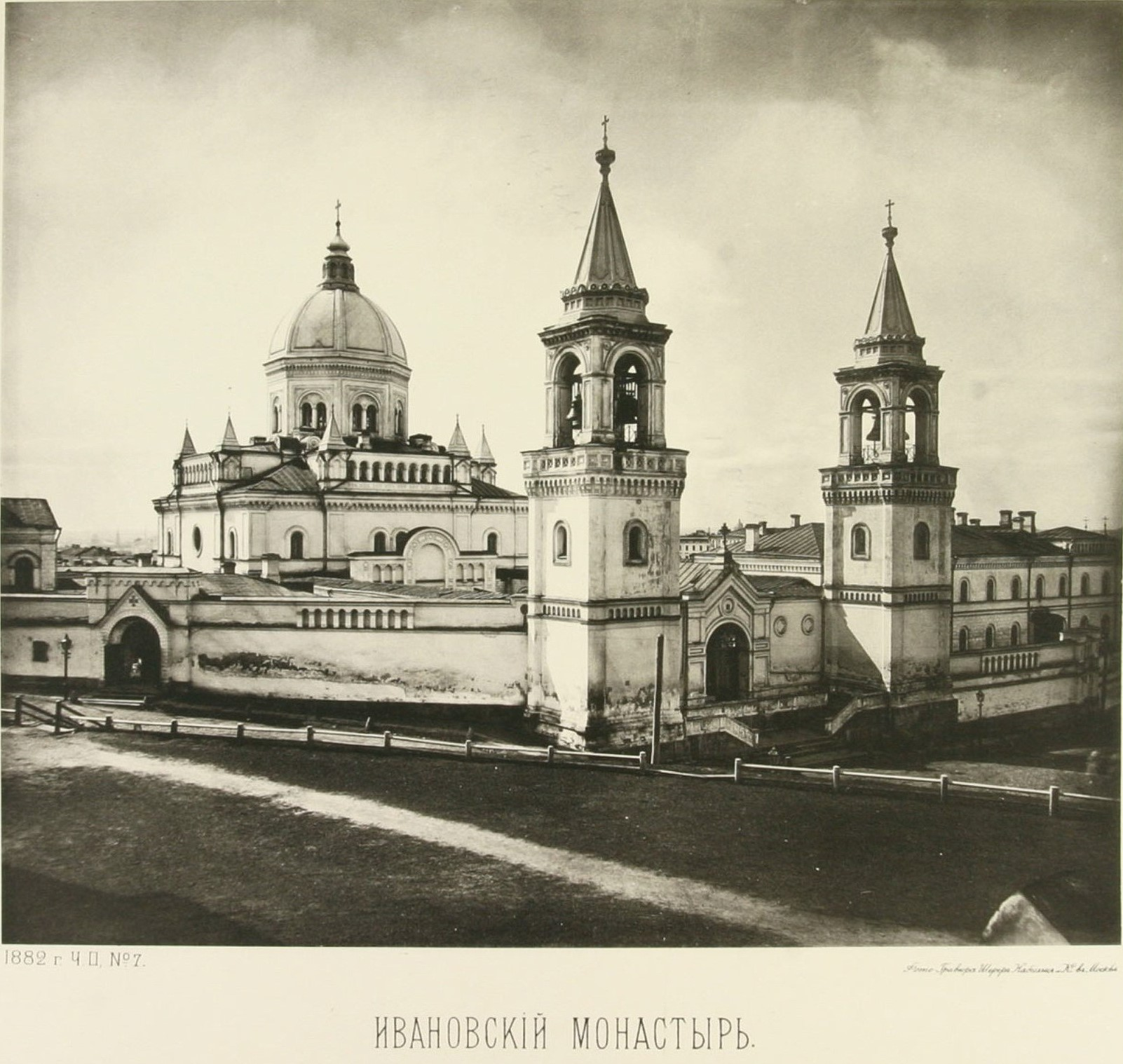
Ивановский монастырь в начале 1880-х годов

Справа от Маросейки в пределах Белого города, в верховьях заключённой в XVIII веке к коллектор речки Рачки, находится Ивановская горка. Одной из её достопримечательность является Ивановский монастырь, который был построен в XV веке и дал название окружающей его местности. В 1812 году монастырь сгорел и был восстановлен в 1860-х годах и действовал до революции. В настоящее время возвращён церкви.
На Ивановской горке стоит церковь Трёх Святителей на Кулишках. Её приписывают итальянскому зодчему Алевизу Новому. Здесь также сохранились жилая застройка XVII—XVIII веков: палаты Шуйских, палаты в Колпачном переулке и др. Неподалёку построена церковь Живоначальной Троицы в Хохлах, лютеранская церковь Петра и Павла, церковь баптистов-евангелистов, хоральная синагога.
Образцы зданий XIX века представлены домом Уварова, усадьбой в Старосадском переулке. В этом районе также жил художник Исаак Левитан, в его доме бывали Антон Чехов, Максим Горький, Владимир Гиляровский.

### Городская усадьба Барышникова

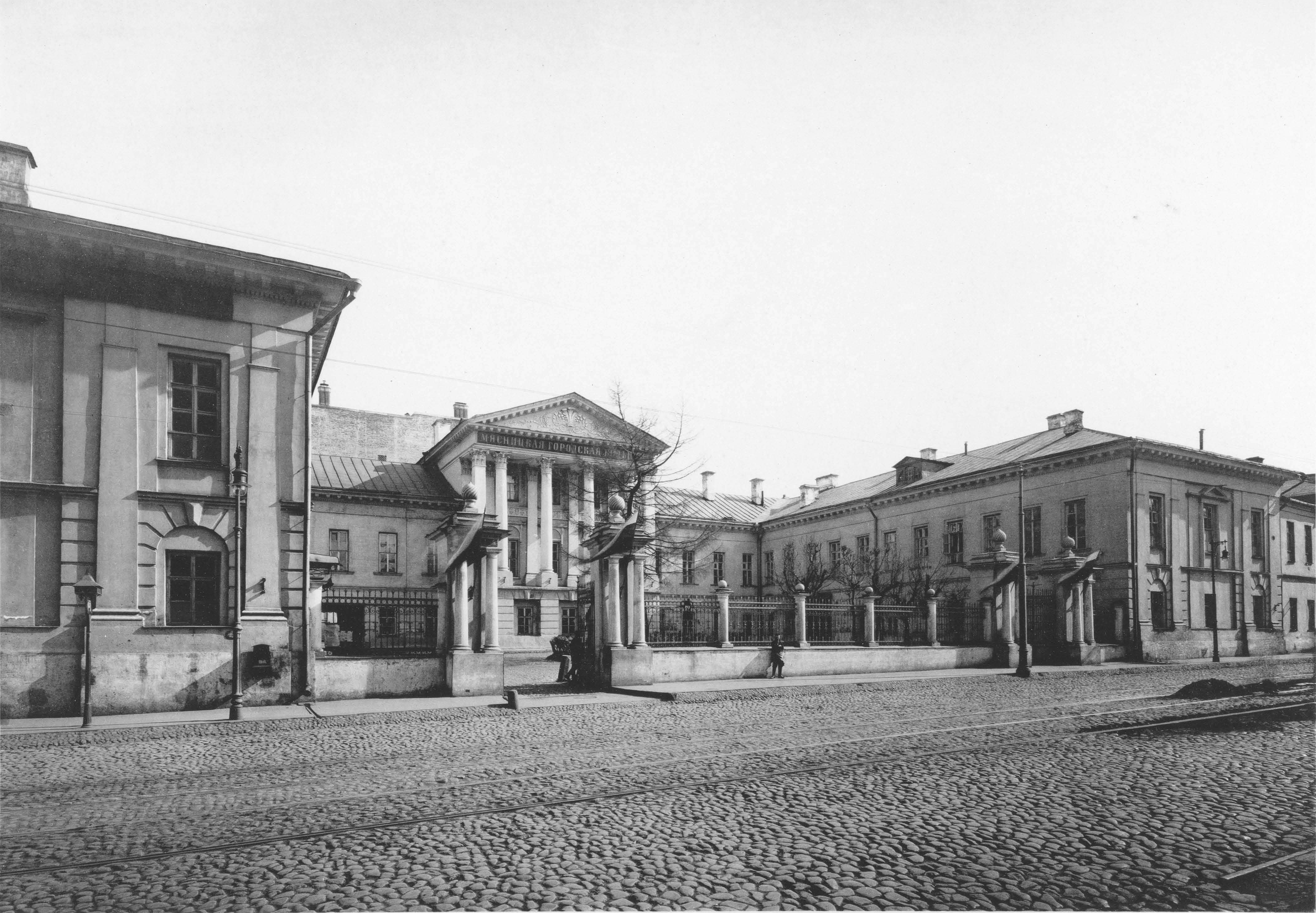
Усадьба Барышникова 1913 год

Усадьба была построена в 1802 году по заказу Ивана Барышникова московскому зодчему Матвею Казакову. Это был классический ансамбль с коринфским портиком в центральной части. В правой части здания расположены двухэтажные палаты рубежа XVII—XVIII веков.
В 1823 году владение перешло к Степану Бегичеву. При нём усадьба стала культурным салоном Москвы, где собирались поэты Денис Давыдов и Вильгельм Кюхельбекер, писатель Владимир Одоевский, композитор Алексей Верстовский.
Во второй половине XIX века дом перешёл к казне, и здесь открыли Мясницкое отделение больницы для сельских жителей, работавших в Москве по найму. К 1923 году здание стало аварийным, и больницу перевели. После ремонта в усадьбе располагался институт санитарного просвещения Наркомздрава СССР.
В начале 1990-х годов усадьба перешла к редакции газеты «Аргументы и факты».

### Басманная слобода
За Садовым кольцом проходят две улицы: Старая Басманная и Новая Басманная. Это часть района называется Басманной слободой. Здесь жили офицеры солдатских полков Петра I. При нём здесь была построена в 1723 году церковь Петра и Павла, считается, что именно Пётр I был автором эскиза. В 1934—1994 годах в ней размещался склад, а затем ВНИИГеофизика. Сейчас храм вновь действует.
После перевода столицы в Петербург офицеры уехали из Басманной слободы, и её заселили купцы, а к концу XVIII столетия здесь жила высшая знать. Александр Куракин в 1742 году учредил здесь богадельню, а его потомки построили дворец, законченный в 1801 году. Богадельня существовала до 1935 года, но сохранился собственный дом Куракиных, на здании которого можно увидеть герб князей. Дворец на Старой Басманной продали в 1836 году для Межевого института. Затем в Куракинском дворце располагалось Александровское коммерческое училище, основанное в 1880 году. В 1929—1932 годы к зданию пристроили два этажа, и с 1933 в нём работала Академия химического машиностроения. В настоящее время здесь размещается Московский политех.

## Экология

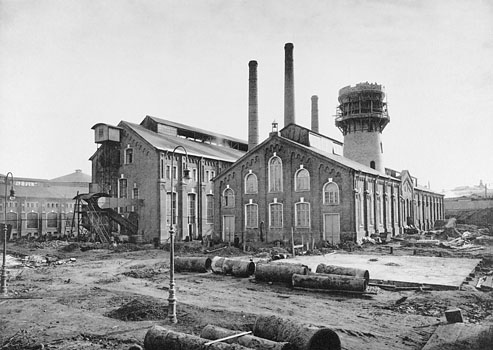
Московский газовый завод, 1913

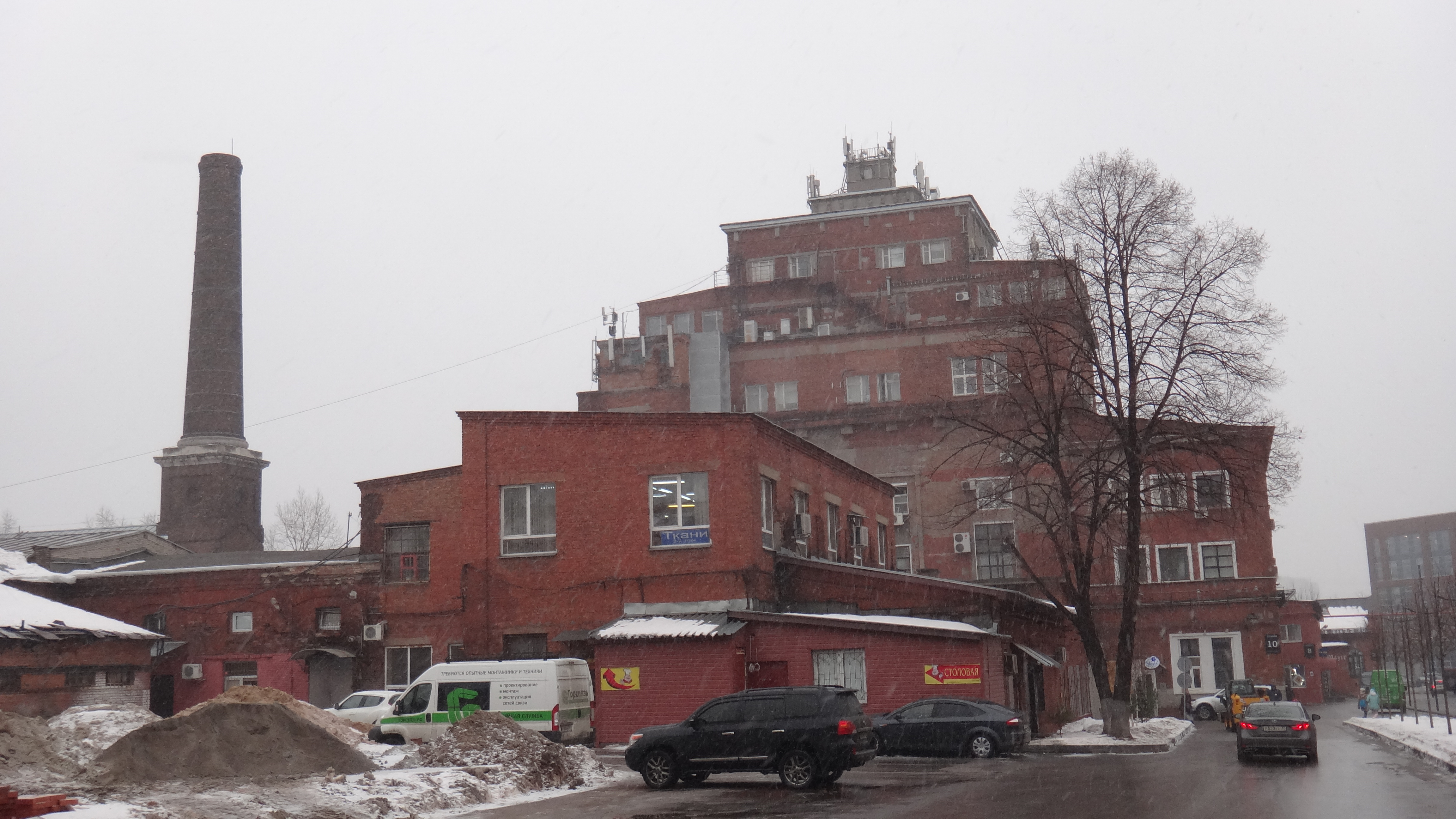
Московский газовый завод, 2016

Главным источником загрязнений Басманного района являются выхлопы автомобильного транспорта, поскольку крупные промышленные предприятия, находящиеся на территории района, в своё время были вынесены за пределы города, а оставшиеся уже не представляют угрозу для экологии, так как являются историческими памятниками, как Московский газовый завод.
Передвижная экологическая лаборатория на территории района зафиксировала концентрации загрязняющих веществ в атмосферном воздухе на жилой территории не выше предельно допустимых концентраций. Также было зафиксировано превышение допустимого уровня шума, обусловленное производством строительных работ и работой инженерного оборудования зданий.
Результаты контроля качества воды в реке Яузе в районе Электрозаводского моста и в её устье говорят о систематическом превышении установленных культурно-бытовых нормативов по органическим и взвешенным веществам, железу, марганцу и нефтепродуктам. По данным ежегодного мониторинга, уровень загрязнения почв МО Басманный оценивается как умеренный и типичный для центральной части города Москвы.
22 августа 2011 года Правительством Москвы было утверждено постановление о запрете на въезд в центральную часть города, ограниченную Третьим транспортным кольцом, транспортных средств, соответствующих по экологическим характеристикам требованиям ниже экологического класса 3.

### Парки, сады и бульвары
Общая площадь зелёных насаждений Басманного района составляет почти 75 га: это Покровский бульвар, Чистопрудный бульвар, Сад имени Н. Э. Баумана, Милютинский сад, Усадьба Разумовского на Яузе, Морозовский сад, а также сады Первого военного госпиталя, где сейчас находится Главный военный клинический госпиталь имени Н. Н. Бурденко. На территории района сохранился старинный комплекс построек, дополненный новыми зданиями со старой планировкой. Между ними имеется несколько фрагментов старых парковых посадок. Среди молодых посадок есть и редкие в Москве породы — ель сизая, форзиция и гортензия. Сады Первого военного госпиталя изначально создавались для разведения лекарственных растений голландским врачом Николаем Бидлоу по распоряжению Петра I.
Парковая планировка возникла при перестройке госпиталя архитектором Иваном Еготовым в 1798—1802 годах. Парк создан в 1979 году и находится на Госпитальной площади, его общая площадь 16,5 га.
Помимо исторических скверов и парковых зон, в Басманном районе созданы новые озеленённые общественные пространства. Это, прежде всего, сквер в Большом Спасоглинищевском переулке (парк «Горка»), а также амфитеатр на Хохловской площади.
Сквер в Большом Спасоглинищевском переулке (парк «Горка») — озеленённая зона, расположенная в историческом районе Ивановской горки. В советское время на его месте находилась школа, а затем поликлиника с небольшой парковой зоной. В 2000-х годах здание снесли, и на освободившейся территории образовалась автопарковка. Зелёные насаждения на участке были практически полностью уничтожены, в том числе и липовая аллея, высаженная к десятилетию Победы в Великой Отечественной войне. За возрождение парка выступила инициативная группа жителей. Работы начались в августе 2016 года и завершились в мае 2017. Территория парка многоуровневая, перепад высот составляет около 20 метров. Здесь созданы детские площадки, спортивно-атлетические зоны, смотровая площадка. Обустроен сухой фонтан. В парке вновь высажены растения, в том числе взрослые деревья.
Амфитеатр на Хохловской площади — общественное пространство, созданное между Покровским и Чистопрудным бульваром. Открыто в 2017 году. Его главной достопримечательностью является фрагмент Белгородской стены, обнаруженный случайным образом в ходе строительства в 2007 году. В настоящее время фрагмент музеефицирован. Рядом с ним обустроен уличный амфитеатр с прогулочными зонами. Пространство озеленено.

### Реки и пруды
По территории района протекают река Яуза и три её притока — Черногрязка, Чечёра и Ольховка. В районе находятся Чистые пруды.

## Планировка

### Улицы
Всего на территории Басманного района насчитывается 152 улицы — автомобильные и пешеходные, на которых расположено 675 жилых строений общей площадью 2048,5 тыс. м² и 514 нежилых общей площадью 905,6 тыс. м². Также на месте устаревших построек и территорий, занятых промышленными предприятиями, строятся жилые микрорайоны.

### Автомобильные дороги
Дорожная сеть представлена 126 улицами, территорию пересекают магистрали городского значения:
- Земляной вал
- Садовая-Черногрязская улица
- Старая Басманная улица
- Новая Басманная улица
- Улица Маросейка
- Улица Покровка
- Чистопрудный бульвар
- Покровский бульвар
- Бульварное кольцо
- Садовое кольцо
- Третье транспортное кольцо

В мае 2017 года в Басманном районе насчитывалось 708 платных парковок.

## Транспорт

### Автобусы
| № маршрута | Следует к станциям метро                                                                      | Конечный пункт 1           | Конечный пункт 2       |
| ---------- | --------------------------------------------------------------------------------------------- | -------------------------- | ---------------------- |
| м3         | Улица 1905 года, Баррикадная, Охотный Ряд, Лубянка, Китай-город, Бауманская, Электрозаводская | Серебряный Бор             | Проспект Будённого     |
| т22        | Первомайская, Партизанская, Семёновская, Электрозаводская, Бауманская                         | Восточное Измайлово        | Площадь Cтроителей БАМ |
| 624        | Авиамоторная, Красные Ворота                                                                  | Карачарово / МЦД Перово    | Красные Ворота         |
| т88        | Семёновская, Электрозаводская, Бауманская                                                     | Проспект Будённого         | Площадь Cтроителей БАМ |
| 40         | Сокольники, Красносельская, Курская, Площадь Ильича, Римская                                  | Дворец спорта «Сокольники» | Завод «Красный путь»   |
| 695        | Авиамоторная, Электрозаводская                                                                | Карачарово / МЦД Перово    | Электрозаводский мост  |
| 78         | Сокольники                                                                                    | Дворец спорта «Сокольники» | Сад имени Баумана      |
| С636       | Семёновская, Лефортово, Авиамоторная, Площадь Ильича                                          | Гаражная улица             | Площадь Ильича         |
| н3         | Щёлковская, Первомайская, Партизанская, Электрозаводская, Бауманская, Лубянка, Китай-город    | Уссурийская улица          | Китай-город            |

### Троллейбус
| № маршрута | Следует к станциям метро      | Конечный пункт 1   | Конечный пункт 2 |
| ---------- | ----------------------------- | ------------------ | ---------------- |
| Т          | Комсомольская, Красносельская | Елоховская площадь | Комсомольская    |

### Трамваи
| № маршрута                           | Следует к станциям метро                                                                             | Конечный пункт 1      | Конечный пункт 2       |
| ------------------------------------ | --- | --------------------- | ---------------------- |
| А                                    | Пролетарская, Павелецкая, Новокузнецкая, Чистые пруды                                                | Новоконная площадь    | Чистые пруды           |
| 3                                    | Нагатинская, Тульская, Павелецкая, Новокузнецкая, Чистые пруды                                       | Балаклавский проспект | Чистые пруды           |
| 4                                    | Бульвар Рокоссовского, Преображенская площадь, Сокольники, Красносельская, Бауманская, Курская       | Бульвар Рокоссовского | Курский вокзал         |
| 32                                   | Партизанская, Семёновская, Лефортово, Авиамоторная, Курская                                          | Партизанская          | Курский вокзал         |
| 37                                   | Новогиреево, Шоссе Энтузиастов, Авиамоторная, Бауманская, Красносельская, Комсомольская              | Новогиреево           | Каланчёвская улица     |
| 38 временно укорочен до Пролетарская | Тульская, Павелецкая, Пролетарская                                                                   | Черёмушки             | Пролетарская           |
| 39                                   | Университет, Ленинский проспект, Павелецкая, Новокузнецкая, Чистые пруды                             | Университет           | Чистые пруды           |
| 43                                   | Угрешская, Дубровка, Пролетарская, Бауманская, Красносельская, Сокольники                            | Угрешская             | Сокольническая Застава |
| 46                                   | Бульвар Рокоссовского, Семёновская, Лефортово, Авиамоторная, Шоссе Энтузиастов                       | Метрогородок          | 3-я Владимирская улица |
| 50                                   | Авиамоторная Бауманская, Красносельская, Комсомольская, Проспект Мира, Менделеевская, Новослободская | ДК «Компрессор»       | Новослободская         |

### Метро и железнодорожный транспорт
- Станции метро:  Курская,  Курская,  Чкаловская,  Бауманская,  Красные Ворота,  Чистые пруды,  Лубянка,  Китай-город.
- Станции метро на границе района:  Красносельская,  Комсомольская,  Комсомольская,  Тургеневская,  Сретенский бульвар,  Электрозаводская,  Электрозаводская.
- Железнодорожная станция Москва-Пассажирская-Курская —  Курская, платформа Электрозаводская.

## Социальная сфера

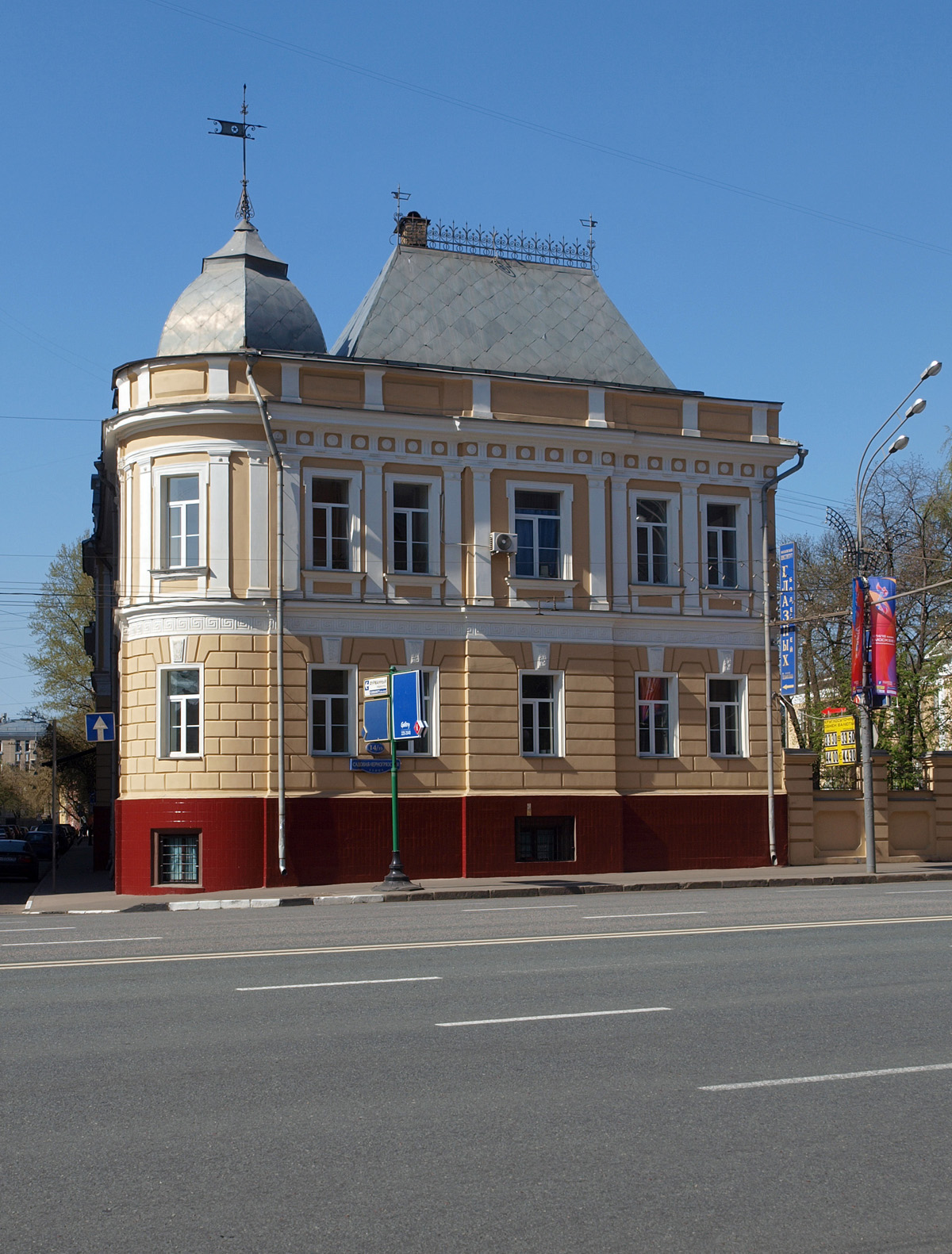
Институт глазных болезней имени Гельмгольца, угол Садового кольца и Фурманного переулка, 2009

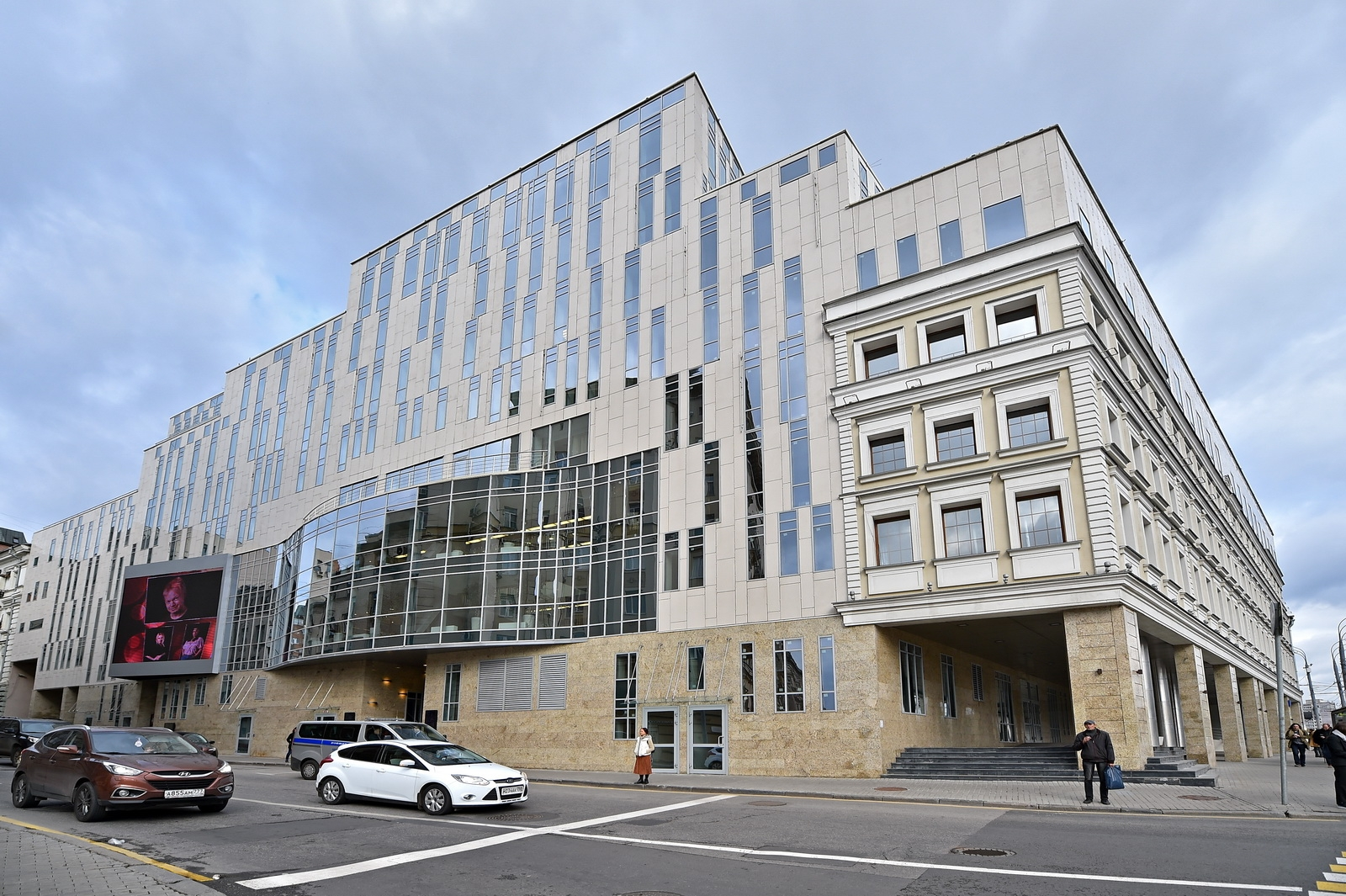
Новое здание театра Олега Табакова на Малой Сухаревской площади, 2016

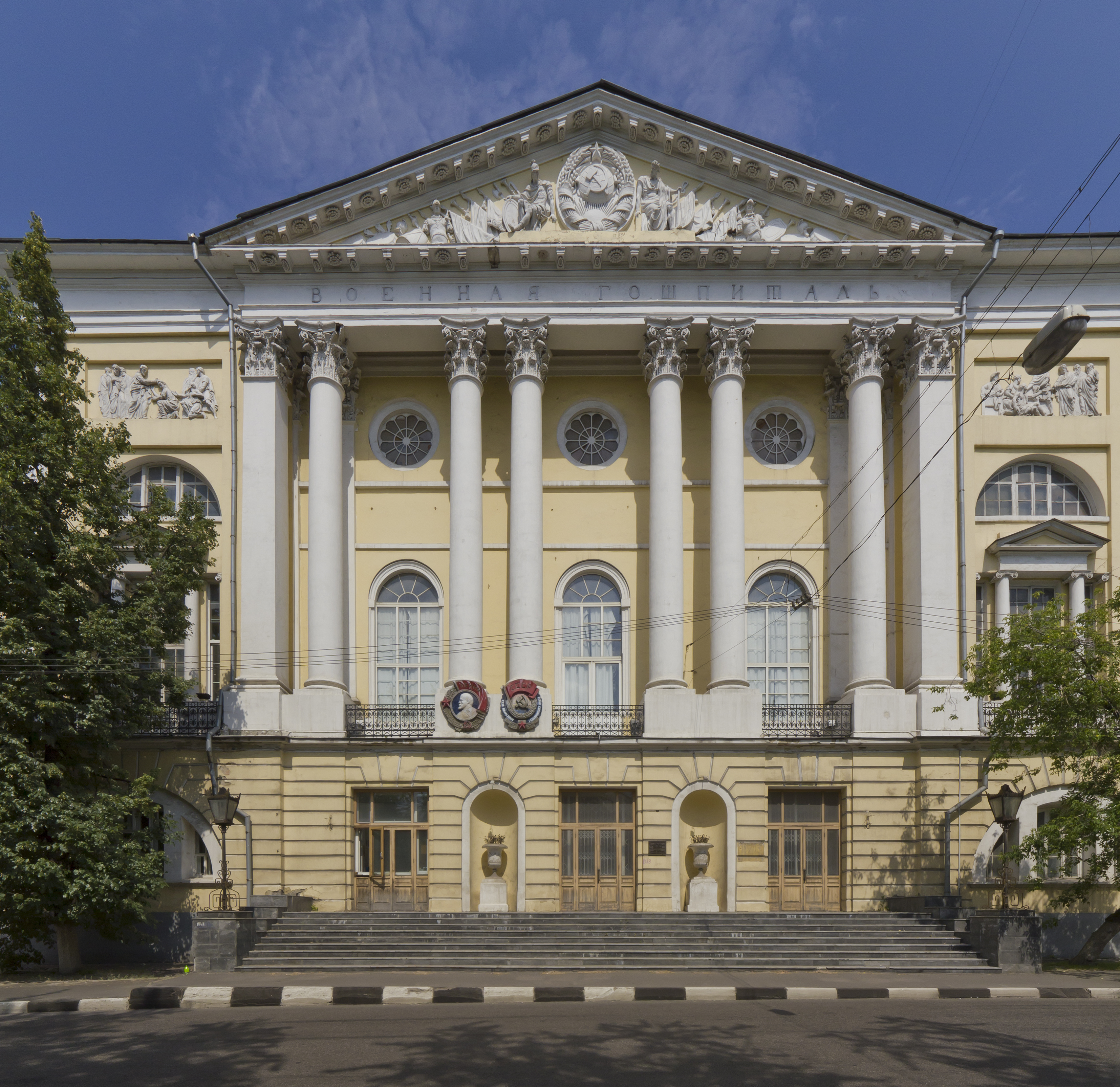
Главный фасад госпиталя имени Бурденко, 2013

### Наука
- Московский научно-исследовательский институт глазных болезней имени Гельмгольца.
- Научно-практический центр интервенционной кардиоангиологии, открыт в 1997 году (Сверчков переулок, 5).
- Московский областной научно-исследовательский институт акушерства и гинекологии (МОНИИАГ), открыт в 1936 году (улица Покровка, 22А).

### Образование
Высшие учебные заведения
- Высшая школа экономики
- Военная академия радиационной, химической и биологической защиты(переведены из Москвы в Кострому)
- Государственный университет по землеустройству
- Заочный народный университет искусств
- Институт социальных наук, основанный в 1995 году[43]
- Институт иностранных языков, основанный в 2013 году[44]
- Институт финансов, экономики и права офицеров запаса, основанный в 1996 году[45][46]
- Московский городской педагогический университет
- Московский институт электроники и математики
- Московский государственный областной университет
- Московский государственный технический университет имени Н. Э. Баумана
- Московский государственный университет геодезии и картографии
- Московский государственный университет инженерной экологии
- Московский институт Туро, основанный в 1991 году[47]
- Первый московский юридический институт, основанный в 1992 году[48]
- Российская академия предпринимательства, основанная в 1990 году[49]
- Российский новый университет
- Финансовый университет при Правительстве РФ[50]

Колледжи
- Колледж малого бизнеса № 4, основан в 2014
- Колледж лёгкой промышленности № 5, основан в 2004
- Маросейка, педагогический колледж № 7, основан в 1998
- Московский технико-экономический колледж, основан в 2010
- Театральный художественно-технический колледж, основан в 1931
- Московский автомобильно-дорожный колледж им. А. А. Николаева, основан в 1929
- Московский театр Олега Табакова

Техникумы
- Московский техникум космического приборостроения
- Московский вечерний авиационный технологический техникум, основанный в 2008 году

Общеобразовательные школы
- Школа «Покровский квартал»
- Школа «на Яузе»
- Лицей НИУ ВШЭ
- Школа № 1621
- Школа № 345 им. А. С. Пушкина
- Школа № 354 им. Д. М. Карбышева с углублённым изучением математики, биологии
- Московская средняя школа № 1247 имени Юргиса Балтрушайтиса
- Школа № 2124 «Центр развития и коррекции»
- Французский Лицей имени Александра Дюма
- Инженерная школа № 1581 (лицей)
- Свято-Владимировская Православная школа

Музыкальные школы
- Центральный дом детей железнодорожников
- Московская городская детская музыкальная школа № 1 им. С. С. Прокофьева
- Детская музыкальная школа им. К. Н. Игумнова

Спортивные школы
- Спортивные детско-юношеские школы олимпийского резерва (СДЮШОР) № 21 по волейболу, СДЮШОР по тяжёлой атлетике, Федеральная СДЮШОР
- Школа высшего спортивного мастерства
- СДЮСШОР «Юность Москвы» по греко-римской борьбе

Детские сады
Детский сад «Мишутка»
- Дошкольные отделения: школы «На Яузе», Школы № 345, 1429, 354, 1621, Школы «Покровский квартал»

### Здравоохранение
Поликлиники
- Городские поликлиники № 5, № 7, № 46, №64
- Детская городская поликлиника, № 104
- Отделение круглосуточной медицинской помощи поликлиники № 104
- Филиалы стоматологические поликлиники № 53
- Поликлиника РЖД
- Поликлиника № 2 ФСБ РФ
- Городская психотерапевтическая поликлиника № 223
- Филиал № 7 Московского научно-практического центра медицинской реабилитации, восстановительной и спортивной медицины
- Центральная поликлиника, Федеральная служба РФ по контролю за оборотом наркотиков
- Отделенческая Поликлиника на ст. Москва-Курская

Больницы
- Городская больница № 6 (закрыта в 2014 году)
- Московский НИИ глазных болезней им. Гельмгольца
- Психиатрическая больница № 3 имени В. А. Гиляровского
- Главный военный клинический госпиталь имени Н. Н. Бурденко
- Госпиталь Бурденко (ГВКГ) филиал № 5 (ранее «574 военный госпиталь»)
- ГБУЗ "Городская клиническая онкологическая больница № 1 ДЗМ"

Материнство
- Московский областной научно-исследовательский институт акушерства и гинекологии
- Женская консультация № 6
- Родильный дом № 18

Диспансеры
- Противотуберкулёзный диспансер № 7, Московский городской научно-практический центр борьбы с туберкулёзом
- Психоневрологический диспансер № 15
- Московский областной наркологический диспансер
- Наркологический диспансер № 2

## Культура

### Библиотеки
В Басманном районе расположены десять библиотек, в том числе одна из старейших — Библиотека-читальня имени А. С. Пушкина.

### Музеи
- Музей Ю. В. Никулина, открытый 20 декабря 2006 года к 85-летию со дня рождения артиста
- Зверевский центр современного искусства
- Научно-мемориальный музей профессора Н. Е. Жуковского
- Государственный музей В. В. Маяковского
- Мемориальный музей-квартира А. М. Васнецова
- Музей почтовой связи и Московского почтамта
- Школьный музей имени Сергея Прокофьева
- Музей истории городского освещения «Огни Москвы»
- Усадьба Муравьёвых-Апостолов
- Музей уникальных кукол
- Дом-музей В. Л. Пушкина

### Театры
- «Современник»
- Концептуальный театр Кирилла Ганина
- Музыкальный театр пластического балета «Новый балет», основан в 1992 году
- Московский государственный музыкальный театр фольклора «Русская песня»
- Московский драматический театр имени Н. В. Гоголя
- Московский государственный драматический театр «Сопричастность»
- Театр на Покровке под руководством Сергея Арцибашева
- Московский театр кукол
- Театр «Модерн»
- Театр «Амфион», открытый в 1998 году
- Театр «Кураж», открытый в 1998 году
- Московский музыкальный театр для детей и молодёжи «Экспромт», основан в 1990 году
- LA’Театр

### Мемориальные доски
- Список мемориальных досок Басманного района

## Религия

### Православие
Православные храмы Басманного района входят в Богоявленское благочиние, которое объединяет Басманный и Красносельский районы.
- Иоанно-Предтеченский монастырь
- Колокольня церкви Усекновения Главы Иоанна Предтечи в Казённой слободе, построена в 1772
- Храм Александра Невского при бывшей Покровской богадельне (Патриаршее подворье)
- Богоявленский собор в Елохове с крестильным храмом Василия Блаженного
- Введенская церковь в Барашах
- Церковь Святого Владимира в Старых Садех
- Храм Вознесения на Гороховом поле
- Храм Воскресения Словущего в Барашах
- Храм Великомученика Георгия Победоносца в Старых Лучниках
- Храм Апостола Иакова Зеведеева в Казённой слободе
- Храм Великомученицы Ирины в Покровском
- Церковь Космы и Дамиана на Маросейке
- Храм Никиты Мученика на Старой Басманной
- Храм Николая Чудотворца в Клённиках
- Церковь Николая Чудотворца в Подкопаях
- Храм Николая Чудотворца в Покровском
- Храм Апостолов Петра и Павла в Басманной слободе
- Храм Покрова Пресвятой Богородицы в Красном селе
- Храм Покрова Пресвятой Богородицы в Рубцове
- Храм Трёх Святителей на Кулишках
- Храм Троицы Живоначальной в Хохлах
- Храм Троицы Живоначальной на Грязех у Покровских ворот
- Храм архангела Гавриила и великомученика Феодора Стратилата на Антиохийском подворье, построен в 1782—1806 годах
- Церковь Александра Невского при бывшей Покровской мещанской богадельне, построена в 1858
- Домовая церковь Апостолов Петра и Павла в здании военного госпиталя при больнице Бурденко, построена в 1798—1801 годах
- Церковь Димитрия Солунского в Горехвостовском доме призрения комитета попечения о бедных вдовах и сиротах духовного звания, находится в усадьбе Тютчевых, где ныне располагается Детский фонд, церковь построена в 1832
- Церковь Иконы Богородицы «Целительница недужных» в больнице имени императора Александра III (ныне здание НИИ гигиены и охраны здоровья детей и подростков НЦЗД)[51], построена в 1866
- Церковь Константина и Елены святых равноапостольных при Государственном университете по землеустройству[52], построена в 1873
- Церковь митрополитов Московских Петра, Алексия, Ионы и Филиппа в Посланниковом переулке, построена в 1899 году при епархиальном свечном заводе[53]
- Церковь Преподобного Герасима иже на Иордане при доме призрения имени Хлудовых в Сыромятниках[54][55][56], построена в 1888
- Церковь Троицы Живоначальной при Елизаветинском училище[57][58], построена в 1852
- Церковь Успения праведной Анны в Басманной больнице, построена в 1837
- Часовня Матроны святой блаженной старицы Московской на Курском вокзале, построена в 2002
- Церковь Флора и Лавра у Мясницких ворот, разрушена
- Ранее находилась церковь Успения Пресвятой Богородицы на Покровке, уничтожена при советской власти.
- Церковь Покрова Богородицы Покровско-Успенской старообрядческой общины, построена в 1908—1911 годах

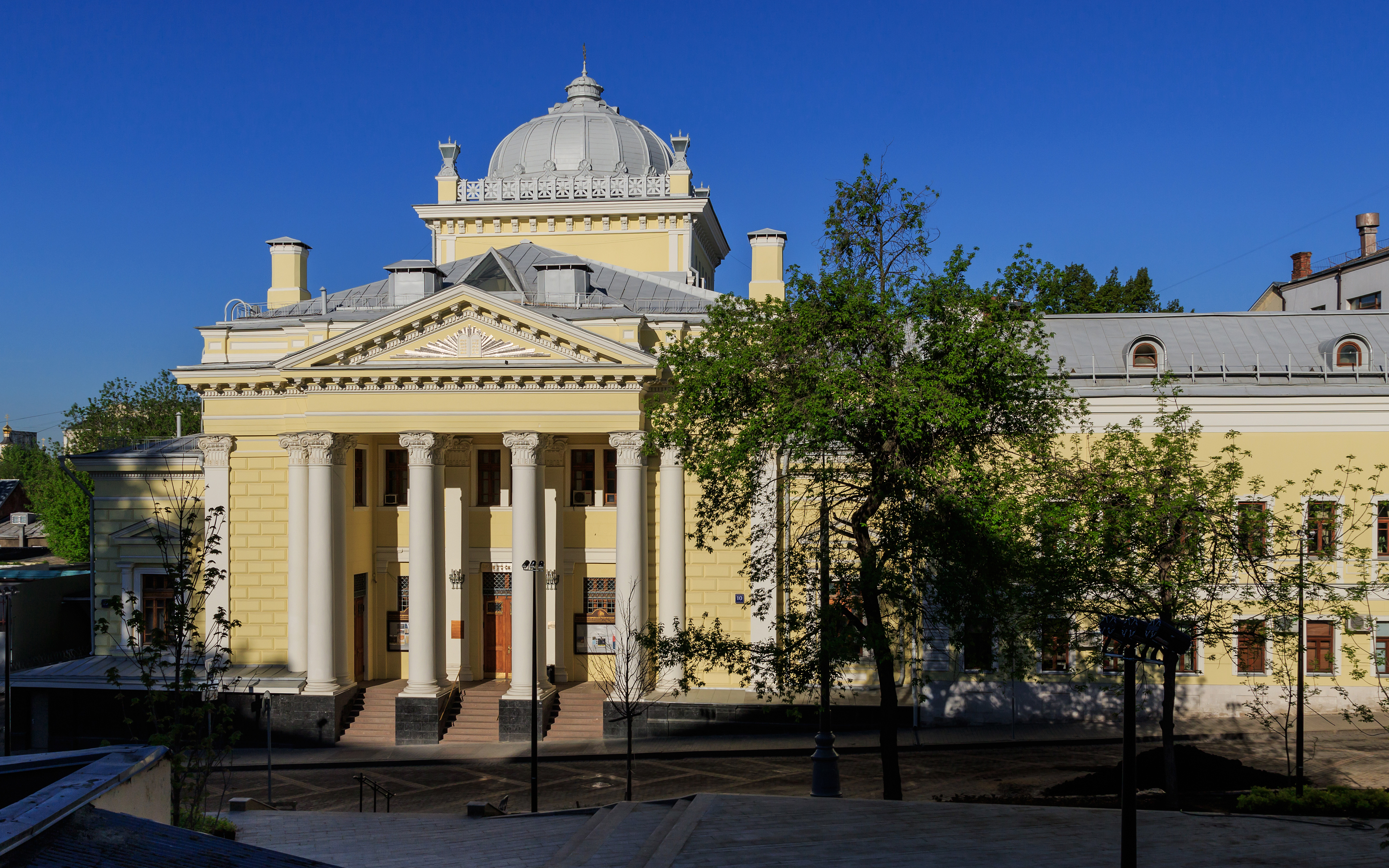
Московская хоральная синагога, 2017

### Лютеранство
Единственный лютеранский собор в Басманном районе — Кафедральный собор Святых Петра и Павла.

### Иудаизм
- Московская хоральная синагога
- Синагога на Чистых Прудах (Малый Харитоньевский пер, 10 ст 2)

## Спорт
На территории района расположен стадион «Сокол» и «Металлург», работает Дом физкультуры «Труд», действующий с 1995 года. Здесь проходят занятия по различным видам единоборств, работают детские спортивные секции по борьбе, сдаются в аренду спортивные залы для занятий спортом. В Басманном районе насчитывается более 25 спортивных площадок, четыре тренажёрных зала, аэроклуб и ледовый каток.

## Власть и общественные организации

Елоховский проезд, вид в сторону высотки — административно-жилого здания с выходом станции метро «Красные Ворота», 2006

### Управа района
Управа района является территориальным органом исполнительной власти, подведомственным Правительству Москвы. Руководство, координацию и контроль за деятельностью управы осуществляет префект Центрального административного округа. Адрес управы: ул. Новая Басманная, 37, стр. 1.
Исполняющий обязанности главы управы — Федотов Максим Сергеевич назначен в апреле 2017 года после освобождения от замещаемой должности с 31 марта 2017 года главы управы Пахомовой Елены Анатольевны.

### Муниципалитет
Главой Басманного муниципального округа с 2013 года является Аничкин Геннадий Викторович.

### МФЦ
в Басманном районе действует один Многофункциональный центр, расположенный по адресу: Центросоюзный переулок д. 13 стр. 3

### Общественные организации
В Басманном районе представлены 87 различных общественных организаций, которые работают с ветеранами, воинами запаса, с детьми и женщинами, также есть медицинские, молодёжные, научные, национальные, по интересам (охотников и рыболовов), профессиональные (риелтеров и т. п.). Например, деятельность организаций «Безопасная столица» и «Офицеры России» направлена на профилактику борьбы с преступностью.

## Экономика
На 2017 год на территории Басманного района функционировало 1050 экономических объектов, в том числе 410 объектов торговли, 379 объектов общественного питания и 261 объект бытового обслуживания. В районе функционируют 50 аккредитованных предприятий для обслуживания лиц льготной категории, среди которых 12 предприятий торговли, 8 — общественного питания и 30 — бытового обслуживания. Также располагаются 147 нестационарных объекта круглогодичной мелкорозничной сети, в том числе 18 павильонов, 123 модульных объекта и 6 лотков. С 2013 года на территории района функционирует площадка для проведения ярмарки «выходного дня» (ул. Старокирочный пер,1/ 47)

### Промышленность
В Басманном районе не осталось крупных промышленных предприятий, они были вынесены за пределы города, а на их месте расположились офисы и музеи, например, Московский газовый завод.
Оставшиеся производственные предприятия:
- Happyglinka (керамические изделия)
- Балакиревка
- Обувная фабрика «Заря свободы»
- Механический завод
- Мосазервинзавод
- Российская топливная компания
- «Фирма Сакта», филиал «Моспромстрой»
- «Экспоторг» (униформа, текстиль)

### Недвижимость
Жилой фонд представляет собой сочетание исторической застройки и современных многоэтажных домов. Цены на однокомнатные квартиры в 2014 году начинались от 6 млн рублей. Средняя стоимость квадратного метра на рынке вторичного жилья составила 254—325 тыс. рублей. Средняя стоимость квадратного метра в офисных помещениях — 300 тыс.рублей. Стоимость аренды однокомнатной квартиры начинается от 25 тыс. рублей в месяц, четырёхкомнатной — до 200 тыс. рублей. В апреле 2016 года Басманный район занял первое место по стоимости новых элитных квартир — минимальная цена апартаментов начиналась от 128 млн рублей. По данным апреля 2017 года Басманный район находился на седьмом месте в рейтинге дорогих районов Москвы в старых границах. В этому же году в список программы по сносу «хрущёвок» предварительно попало девять домов, в каждом из которых проводилось голосование жильцов.